# هنریک یوزفسکی
هنریک یوزفسکی (انگلیسی: Henryk Józewski؛ ‏ ۶ اوت ۱۸۹۲ – ۲۳ آوریل ۱۹۸۱) نقاش و سیاستمدار اهل لهستان بود.